# قرار مجلس الأمن التابع للأمم المتحدة رقم 1426
قرار مجلس الأمن التابع للأمم المتحدة رقم 1426، الذي تم تبنيه بدون تصويت في 24 يوليو 2002، بعد دراسة طلب الاتحاد السويسري للانضمام إلى عضوية الأمم المتحدة، أوصى المجلس الجمعية العامة بقبول سويسرا.
في استفتاء مارس 2002، أيد 54.6٪ من الناخبين السويسريين خطة حكومية للتقدم بطلب عضوية في الأمم المتحدة. وفي وقت لاحق، قبلت الجمعية العامة انضمام سويسرا إلى الأمم المتحدة في 10 سبتمبر 2002 بموجب القرار 57/1.

## روابط خارجية
- نص القرار في undocs.org